# 超急情聖
是由喬瑟夫·高登-李維親演、執導和編劇的2013年浪漫喜劇電影，由洛姆·貝格曼和尼高納斯·卡特爾製作，而演出者則由史嘉蕾·喬韓森、茱莉安·摩爾和托尼·丹扎，2013年圣丹斯电影节首映日期為2013年1月18日，美國和台灣上映日期為2013年9月27日，香港為9月26日上映，英國為11月15日上映。

## 劇情簡介
這個故事讲述花花公子唐璜在家中過度沉迷看网络色情片而不能自拔，小唐璜和家人每次在教堂上懺悔。有一次在夜店邂逅美女「芭芭拉·舒格曼」而愛上她。并向她保证不再看色情片。最後唐璜因為過度沉迷看色情网站，而被芭芭拉发现，最後分手。其後與其同學艾丝特體會到真正不同於色情片的真正性愛。

## 演員
- 喬瑟夫·高登-李維 飾演 唐璜·瑪特羅
- 史嘉蕾·喬韓森 飾演 芭芭拉·舒格曼
- 茱莉安·摩爾 飾演 艾丝特
- 托尼·丹扎 飾演 老唐璜·瑪特羅[7]
- 格恩納·赫德莉（英语：Glenne Headly） 飾演 安琪拉·瑪特羅
- 布麗·拉森 飾演 莫尼卡·瑪特羅[7]

除了以上資料，還有安妮·海瑟薇、查尼·泰坦、約翰·卡拉辛斯基、愛美莉·賓特、小库珀·古丁，以及梅根·高德為主要客串。

## 製作
擁有拍攝微電影經驗的喬瑟夫·高登-李維，他的公司最紅錄影影業，便在2008年夏天開始拍攝有關性愛的電影。
原先片名《Don Jon’s Addiction》，避免觀眾誤以為是成人情色片而改稱《Don Jon》，喬瑟夫亦透過經紀人致函台灣發行公司改名。

## 評價
《超急情聖》在爛蕃茄網站目前有81%的新鲜度。Metacritic上的40家媒体专业评分为65。

### 票房
截至2014年1月11日止，該本片總票房收入為30,450,756美元，是由北美票房收入為24,477,704美元，以及全球票房收入為597萬元總和計算。

## 外部連結
- 互联网电影数据库（IMDb）上《Don Jon》的资料（英文）
- AllMovie上《Don Jon》的资料（英文）
- Box Office Mojo上《Don Jon》的資料（英文）
- Metacritic上《Don Jon》的資料（英文）
- 爛番茄上《Don Jon》的資料（英文）